# Ma Normandie
Ma Normandie („Meine Normandie“) ist die halboffizielle Nationalhymne der Vogtei Jersey. Komponiert wurde sie von Frédéric Bérat. Im Jahr 2008 wurde diese im Rahmen eines Wettbewerbes als offizielle Nationalhymne der Insel durch Island Home abgelöst.
Bis 2008 wurde die Hymne alternativ zu God Save the Queen als offizielle Hymne geführt.
Jersey war ursprünglich ein Teil des Herzogtums Normandie (911–1259) und Französisch war über Jahrhunderte die offizielle Sprache auf Jersey, dessen Einwohner sprachen/sprechen traditionell Jèrriais, eine Varietät der Normannischen Sprache.
Ma Normandie wird außerdem häufig als eine inoffizielle Hymne der Normandie benutzt.
Bérats Lied wurde in Deutschland schon im 19. Jahrhundert und frühen 20. Jahrhundert recht bekannt, insbesondere da es in mehreren Liedersammlungen und Lesebüchern für den Französischunterricht an Schulen aufgenommen wurde, der damals viel größere Bedeutung als Englisch hatte. Ma Normandie wurde als prototypisches Lied der französischen Kultur verwendet, diente exemplarisch der Beschäftigung mit Frankreichs Regionen und verband Musikerziehung und Sprachunterricht.

## Liedtext
Für Gewöhnlich wird die französischsprachige Version der Hymne gesungen, eine englische Version („My Normandy“) ist aber ebenfalls verbreitet.
| Französisches Original | Englische Übersetzung | Deutsche Übersetzung (frei übersetzt) |
| --- | --- | --- |
| Quand tout renaît à l'espérance, Et que l'hiver fuit loin de nous, Sous le beau ciel de notre France, Quand le soleil revient plus doux, Quand la nature est reverdie, Quand l'hirondelle est de retour, J'aime à revoir ma Normandie, C'est le pays qui m'a donné le jour. | When everything is reborn in hope And winter flees far from us, Under the beautiful sky of our France, When the sun returns gentler, When nature has turned green again, When the swallow has returned, I like to see again my Normandy, It's the country where I was born. | Wenn alles in Hoffnung wiedergeboren wird Und der Winter weit vor uns flieht, Unter dem schönen Himmel unseres Frankreichs, Wenn die Sonne sanfter zurückkehrt, Wenn die Natur wieder grün wurde, Wenn die Schwalbe zurückkehrte, Möchte ich meine Normandie wiedersehen, Sie ist das Land, in dem ich geboren wurde. |
| J'ai vu les champs de l'Helvétie, Et ses chalets et ses glaciers, J'ai vu le ciel de l'Italie, Et Venise et ses gondeliers. En saluant chaque patrie, Je me disais : « Aucun séjour N'est plus beau que ma Normandie, C'est le pays qui m'a donné le jour.»                 | I’ve seen the fields of Helvetia, And its chalets and its glaciers, I’ve seen the sky of Italy, And Venice and its gondoliers. Greeting each homeland, I told myself that no stay Is finer than my Normandy, It's the country where I was born.                             | Ich habe die Felder der Schweiz gesehen, und ihre Chalets und ihre Gletscher, Ich habe den Himmel Italiens gesehen, Und Venedig und seine Gondoliere. Jedes Heimatland gegrüßt, Habe ich mir selbst gesagt, dass keine Bleibe So schön ist wie meine Normandie, Sie ist das Land, in dem ich geboren wurde.           |
| Il est un âge dans la vie, Où chaque rêve doit finir, Un âge où l'âme recueillie A besoin de se souvenir. Lorsque ma muse refroidie Vers le passé fera retour, J'irai revoir ma Normandie, C'est le pays qui m'a donné le jour.                                             | There comes a time of life, When every dream must end, A time when the restful soul Needs to remember. When my chilled muse Makes its way back to the past, I’ll go see again my Normandy, It's the country where I was born.                                               | Es kommt eine Zeit des Lebens, In der jeder Traum enden muss, Eine Zeit, in der die friedliche Seele sich erinnern muss. Wenn meine gekühlte Muse ihren Weg zurück in die Vergangenheit macht, Werde ich gehen, meine Normandie wiederzusehen, Sie ist das Land, in dem ich geboren wurde.                            |